# الخالدية الجديدة (المفرق)
الخالدية الجديدة منطقة سكنية تقع في لواء البادية الشمالية الغربية، محافظة المفرق في الأردن. تنتمي المنطقة لقضاء الخالدية (الأردن) الذي يضم 4 مناطق. يقدر عدد سكانها بـ 19608 نسمة حسب إحصاء 2015.

## الوصلات الخارجية
- دائرة الاحصاءات العامة